# Loulé
Loulé este un oraș în Districtul Faro, Portugalia.